# 2024年大西洋颶風季
2024年大西洋颶風季包含了在2024年全年內的任何時間，於大西洋水域所產生的熱帶氣旋。雖然有關方面並沒有設下本颶風季的指定期限，但大部份於大西洋的熱帶氣旋通常都會於5月至12月期間形成。大西洋颶風季的編號為AL取L一字，並且大西洋的氣旋命名機構為美國國家颶風中心。更多關於北大西洋的颶風，請參見大西洋颶風季。

## 風季概述
本風季是一個極為活躍且破壞性極強的颶風季，共產生了18個命名風暴、11場颶風和5場大型颶風；這也是自2019年以來首次出現多個五級颶風的颶風季。此外，該颶風季的累積氣旋能量指數（ACE）達到了161.6單位，是自2020年以來的最高值。颶風季正式從6月1日開始，至11月30日結束。這些日期是慣例採用的，歷史上用於描述每年大西洋上大多數副熱帶或熱帶氣旋生成的時間段。
本季的第一個系統是熱帶風暴阿爾貝托，於6月19日形成，這也是自2014年以來最晚形成的首個命名風暴。阿爾貝托於次日登陸墨西哥塔毛利帕斯州的坦皮科附近。隨後，6月底迅速形成了兩場風暴，其中第一場是颶風貝里爾，這是一場罕見的六月大型颶風，也是有記錄以來最早形成的五級大西洋颶風，也是歷史上僅有的第二個在七月達到五級強度的颶風。接下來是熱帶風暴克里斯，於6月的最後一天形成，並迅速登陸墨西哥韋拉克魯斯州。貝里爾消散後，整個大西洋盆地的活動在7月大部分時間裡趨於平靜，由於撒哈拉空氣層（SAL）覆蓋了大西洋大部分區域，沒有新的熱帶氣旋形成。8月初，颶風黛比在墨西哥灣發展，隨後登陸佛羅里達州和南卡羅來納州。不久後，颶風埃內斯托在8月中旬影響了小安的列斯群島、波多黎各和百慕大。在8月底和9月初經歷了一段異常平靜的時期後，颶風法蘭辛在墨西哥灣形成，隨後登陸路易斯安那州。
9月下旬，活動顯著增加，多個強風暴相繼形成。颶風海倫妮在加勒比海西部發展，隨後向佛羅里達州大彎地區移動，並於9月26日以四級颶風的強度登陸，導致阿巴拉契亞中部地區發生災難性洪水，造成多人死亡。颶風柯克緊隨其後形成，並在東大西洋迅速增強為四級颶風，隨後以溫帶氣旋的形式襲擊了歐洲。10月也非常活躍，當月共形成了四個命名風暴，其中除一個外均為颶風。最強的颶風米爾頓在墨西哥灣形成，並迅速增強為本季第二個五級颶風；它也是2024年全球最強的熱帶氣旋。米爾頓後來於10月9日以三級颶風的強度登陸佛羅里達州的西斯塔基。10月中旬，熱帶風暴納丁和颶風奧斯卡相繼形成，前者迅速登陸伯利茲，而後者則迅速增強為一級颶風，並創下了大西洋上有記錄以來最小的颶風級風場。它隨後登陸伊納瓜和古巴。11月初，颶風拉斐爾以三級颶風的強度登陸古巴西部，隨後持續風速達到120英里/小時（195公里/小時），與1985年的颶風凱特並列成為墨西哥灣有記錄以來最強的11月颶風。11月中旬，最後一個系統熱帶風暴薩拉沿洪都拉斯海岸緩慢移動，隨後登陸伯利茲，同時帶來了大範圍強降雨，導致中美洲北部地區發生嚴重的山洪和泥石流。

## 已被國際命名的熱帶氣旋

### 熱帶風暴阿爾貝托（Alberto）
6月16日，一個低氣壓在尤卡坦半島上空形成，美國海軍研究實驗室給予擾動編號91L。
6月17日下午5時，國家颶風中心判定其為一潛在熱帶氣旋，並給予熱帶氣旋編號01L。
6月19日下午11時，國家颶風中心將其升格為熱帶風暴，並命名為阿爾貝托（Alberto）。
6月20日上午6時30分，阿爾貝托在墨西哥塔毛利帕斯州馬德羅城登陸。登陸時強度為45節 (85公里每小時)。上午8時，國家颶風中心將其降格為熱帶低氣壓。下午2時，國家颶風中心判定其已減弱為一殘餘低壓。

### 颶風貝里爾（Beryl）
6月25日，一個低氣壓在佛得角群島南方生成，美國海軍研究實驗室給予擾動編號95L。
6月28日下午5時，國家颶風中心將其升格為熱帶低氣壓，給予熱帶氣旋編號02L。晚上11時，國家颶風中心將其升格為熱帶風暴，並命名為貝里爾（Beryl）。
6月29日下午5時，國家颶風中心將其升格為一級颶風。
6月30日上午5時，國家颶風中心將其升格為二級颶風。上午8時，國家颶風中心將其升格為三級颶風。上午11時35分，國家颶風中心將其升格為四級颶風。
7月1日凌晨2時，國家颶風中心將其降格為三級颶風。上午8時，國家颶風中心再次將其升格為四級颶風。上午11時10分，貝里爾在卡里亞庫島登陸，登陸時強度為130節 (240公里每小時)。晚上11時，國家颶風中心將其升格為五級颶風。
7月2日下午2時，國家颶風中心將其降格為四級颶風。
7月4日上午2時，國家颶風中心將其降格為三級颶風。下午2時，國家颶風中心將其降格為二級颶風。下午9時30分，國家颶風中心將其升格為三級颶風。
7月5日上午5時，國家颶風中心將其降格為二級颶風。上午7時05分，貝里爾在尤卡坦半島登陸，登陸時強度為95節 (175公里每小時)。上午11時，國家颶風中心將其降格為一級颶風。下午2時，國家颶風中心將其降格為熱帶風暴。
7月7日下午11時，國家颶風中心再度將其升格為一級颶風。
7月8日上午4時，貝里爾在德克薩斯州馬塔哥達縣登陸，登陸時強度為75節 (130公里每小時)。上午11時，國家颶風中心將其降格為熱帶風暴。下午8時，國家颶風中心將其降格為熱帶低氣壓。
7月9日上午11時，國家颶風中心表示貝里爾已轉化為一後熱帶氣旋。
貝里爾成為自1851年有紀錄以來在大西洋風季中最早達到薩菲爾-辛普森颶風等級四級以及五級的風暴，打破颶風丹尼斯及颶風艾米莉於2005年創下的紀錄。成為大西洋風季中有史以來最強的六月颶風，也是有史以來首個於6月在大西洋形成且達到薩菲爾-辛普森颶風等級五級的風暴。

#### 事後調整
國家颶風中心將貝里爾的中心氣壓下調至932百帕。

### 熱帶風暴克里斯（Chris）
6月24日，一個低氣壓在小安的列斯群島以東生成，美國海軍研究實驗室給予擾動編號94L。
6月30日下午5時，國家颶風中心將其升格為熱帶低氣壓，給予熱帶氣旋編號03L。下午11時，國家颶風中心將其升格為熱帶風暴，並命名為克里斯（Chris）。
7月1日凌晨12時50分，克里斯在墨西哥維拉克魯茲州維拉克魯茲附近登陸，登陸時強度為35節 (65公里每小時)。上午8時，國家颶風中心將其降格為熱帶低氣壓。上午11時，國家颶風中心判定其已經減弱為一殘餘低壓。

### 颶風黛比（Debby）
7月31日，一個低氣壓在背風群島上空形成，美國海軍研究實驗室給予擾動編號97L。
8月2日上午11時，國家颶風中心判定其為一潛在熱帶氣旋，給予熱帶氣旋編號04L。下午11時，國家颶風中心將其升格為熱帶低氣壓。
8月3日下午5時，國家颶風中心將其升格為熱帶風暴，並命名為黛比（Debby）。
8月4日下午11時，國家颶風中心將其升格為一級颶風。
8月5日上午7時，黛比在佛羅里達州斯坦哈奇登陸，登陸時強度為70節 (130公里每小時)。上午11時，國家颶風中心將其降格為熱帶風暴。
8月8日凌晨2時，黛比在南卡羅來納州查爾斯頓縣公牛灣附近登陸，登陸時強度為45節 (85公里每小時)。下午5時，國家颶風中心將其降格為熱帶低氣壓。
8月9日上午5時，國家颶風中心表示黛比已轉化為一後熱帶氣旋。

#### 事後調整
國家颶風中心將黛比的消散時間推前至8月8日。

### 颶風埃內斯托（Ernesto）
8月9日，一個低氣壓在佛得角群島西南方海域形成，美國海軍研究實驗室給予擾動編號98L。
8月11日下午5時，國家颶風中心判定其為一潛在熱帶氣旋，給予熱帶氣旋編號05L。
8月12日下午5時，國家颶風中心將其升格為熱帶風暴，並命名為埃內斯托 (Ernesto)。
8月14日上午11時，國家颶風中心將其升格為一級颶風。
8月15日下午11時，國家颶風中心將其升格為二級颶風。
8月16日下午11時，國家颶風中心將其降格為一級颶風。
8月17日上午5時，埃內斯托在百慕達登陸，登陸時強度為75節(140公里每小時)。下午11時，國家颶風中心將其降格為熱帶風暴。
8月18日下午5時，國家颶風中心再度將其升格為一級颶風。
8月20日上午11時，國家颶風中心表示埃內斯托已轉化為一後熱帶氣旋。

#### 事後調整
國家颶風中心將埃內斯托的中心氣壓下調至967百帕。

### 颶風法蘭辛（Francine）
9月6日，一個低氣壓在尤卡坦半島上空形成，美國海軍研究實驗室給予擾動編號91L。
9月8日下午5時，國家颶風中心判定其為一潛在熱帶氣旋，並給予熱帶氣旋編號06L。
9月9日上午8時，國家颶風中心將其升格為熱帶風暴，並命名為法蘭辛（Francine）。
9月10日下午8時，國家颶風中心將其升格為一級颶風。
9月11日下午5時，國家颶風中心將其升格為二級颶風。下午6時，法蘭辛在路易斯安那州泰勒博恩堂區附近登陸，登陸時強度為85節（155公里每小時）。下午7時，國家颶風中心將其降格為一級颶風。下午11時，國家颶風中心將其降格為熱帶風暴。
9月12日上午8時，國家颶風中心將其降格為熱帶低氣壓。下午5時，國家颶風中心表示法蘭辛已轉化為一後熱帶氣旋。

### 熱帶風暴戈登（Gordon）
9月8日，一個低氣壓在西非近岸形成，美國海軍研究實驗室給予擾動編號93L。
9月11日上午11時，國家颶風中心將其升格為熱帶低氣壓，並給予熱帶氣旋編號07L。
9月13日上午11時，國家颶風中心將其升格為熱帶風暴，並命名為戈登（Gordon）。
9月16日下午5時，國家颶風中心將其降格為熱帶低氣壓。
9月17日上午11時，國家颶風中心表示戈登已減弱為一殘餘低壓。

### 颶風海倫妮（Helene）
9月21日，一個低氣壓在尼加拉瓜以東海域生成，美國海軍研究實驗室給予擾動編號97L。
9月23日上午11時，國家颶風中心判定其為一潛在熱帶氣旋，並給予熱帶氣旋編號09L。
9月24日上午11時，國家颶風中心將其升格為熱帶風暴，並命名為海倫妮（Helene）。
9月25日上午11時，國家颶風中心將其升格為一級颶風。
9月26日上午8時，國家颶風中心將其升格為二級颶風。下午2時，國家颶風中心將其升格為三級颶風。下午6時20分，國家颶風中心將其升格為四級颶風。下午11時20分，海倫妮在佛羅里達州登陸，登陸時強度為120節(225公里每小時)。
9月27日凌晨1時，國家颶風中心將其降格為二級颶風。上午5時，國家颶風中心將其降格為熱帶風暴。下午2時，國家颶風中心將其降格為熱帶低氣壓。下午5時，國家颶風中心表示海倫妮已轉化為一後熱帶氣旋。

#### 事後調整
國家颶風中心將海倫妮的中心氣壓上調至939百帕。

### 颶風艾薩克（Isaac）
9月24日，一個低氣壓在百慕達東北方形成，美國海軍研究實驗室給予擾動編號99L。
9月25日上午11時，國家颶風中心直接將其升格為熱帶風暴，並命名為艾薩克（Isaac）。
9月27日上午5時，國家颶風中心將其升格為一級颶風。
9月28日上午5時，國家颶風中心將其升格為二級颶風。下午11時，國家颶風中心將其降格為一級颶風。
9月29日下午5時，國家颶風中心將其降格為熱帶風暴。
9月30日上午11時，國家颶風中心表示艾薩克已轉化為一後熱帶氣旋。

#### 事後調整
國家颶風中心將艾薩克的中心氣壓下調至963百帕。

### 熱帶風暴喬伊斯（Joyce）
9月24日，一個低氣壓在佛得角群島南方形成，美國海軍研究實驗室給予擾動編號98L。
9月27日上午11時，國家颶風中心直接將其升格為熱帶風暴，並命名為喬伊斯（Joyce）。
9月29日下午11時，國家颶風中心將其降格為熱帶低氣壓。
9月30日下午11時，國家颶風中心表示喬伊斯已減弱為一殘餘低壓。

### 颶風柯克（Kirk）
9月27日，一個低氣壓在佛得角群島附近形成，美國海軍研究實驗室給予擾動編號90L。
9月29日下午5時，國家颶風中心將其升格為熱帶低氣壓，並給予熱帶氣旋編號12L。
9月30日上午9時35分，國家颶風中心將其升格為熱帶風暴，並命名為柯克（Kirk）。
10月1日下午5時，國家颶風中心將其升格為一級颶風。
10月2日晚上8時，國家颶風中心直接將其升格為三級颶風。
10月3日下午5時，國家颶風中心將其升格為四級颶風。
10月5日上午5時，國家颶風中心將其降格為三級颶風。
10月6日上午5時，國家颶風中心將其降格為二級颶風。下午5時，國家颶風中心將其降格為一級颶風。
10月7日上午11時，國家颶風中心表示柯克已轉化為一後熱帶氣旋。

#### 事後調整
國家颶風中心將柯克的巔峰強度上調至130節（240公里每小時），中心氣壓則下調至928百帕。

### 颶風萊斯利（Leslie）
9月30日，一個低氣壓在佛得角群島以南海域形成，美國海軍研究實驗室給予擾動編號91L。
10月2日上午11時，國家颶風中心將其升格為熱帶低氣壓，並給予熱帶氣旋編號13L。下午11時，國家颶風中心將其升格為熱帶風暴，並命名為萊斯利（Leslie）。
10月4日下午11時，國家颶風中心將其升格為一級颶風。
10月8日上午5時，國家颶風中心將其降格為熱帶風暴。下午5時，國家颶風中心再度將其升格為一級颶風。
10月9日下午11時，國家颶風中心將其升格為二級颶風。
10月10日上午11時，國家颶風中心將其降格為一級颶風。下午5時，國家颶風中心將其降格為熱帶風暴。
10月12日上午11時，國家颶風中心表示萊斯利已減弱為一殘餘低壓。

#### 事後調整
國家颶風中心將萊斯利的中心氣壓下調至970百帕。

### 颶風米爾頓（Milton）
10月3日，東北太平洋熱帶低氣壓11E的殘餘雲系進入大西洋發展。
10月4日，美國海軍研究實驗室給予其擾動編號92L。
10月5日上午11時，國家颶風中心將其升格為熱帶低氣壓，並給予熱帶氣旋編號14L。下午1時25分，國家颶風中心將其升格為熱帶風暴，並命名為米爾頓（Milton）。
10月6日下午2時，國家颶風中心將其升格為一級颶風。
10月7日上午5時，國家颶風中心將其升格為二級颶風。上午7時，國家颶風中心將其升格為三級颶風。上午9時05分，國家颶風中心將其升格為四級颶風。上午11時55分，國家颶風中心將其升格為五級颶風。
10月8日上午2時，國家颶風中心將其降格為四級颶風。下午5時，國家颶風中心再度將其升格為五級颶風。
10月9日上午8時，國家颶風中心再度將其降格為四級颶風。下午4時，國家颶風中心將其降格為三級颶風。下午8時30分，國家颶風中心表示其已經登陸佛羅里達州薩拉索塔縣午休礁，登陸時強度為105節（195公里每小時）。下午10時，國家颶風中心將其降格為二級颶風。
10月10日上午1時，國家颶風中心將其降格為一級颶風。下午2時，國家颶風中心表示米爾頓已轉化為一後熱帶氣旋。
米爾頓的中心附近最大風速在24小時內增加了80節（增加速度僅次於2005年颶風威瑪和2007年颶風菲利克斯），是自2005年颶風莉塔以來最強的墨西哥灣颶風。若以氣壓計算，米爾頓是紀錄以來第四強的大西洋颶風；只有1935年颶風勞動節、1988年颶風吉爾伯特、2005年颶風威瑪和在事後最佳路徑已調整與2005年颶風莉塔擁有相同的中心氣壓。

#### 事後調整
國家颶風中心將米爾頓的中心氣壓下調至895百帕。

### 熱帶風暴納丁（Nadine）
10月16日，一個低壓區在洪都拉斯以東近海生成，美國海軍研究實驗室給予其擾動編號95L。
10月18日下午5時，國家颶風中心判定其為一潛在熱帶氣旋，並給予熱帶氣旋編號15L。
10月19日上午2時，國家颶風中心將其升格為熱帶風暴，並命名為納丁（Nadine）。正午12時，國家颶風中心表示其已在伯利茲登陸，登陸時強度為50節（95公里每小時）。下午8時，國家颶風中心將其降格為熱帶低氣壓。
10月20日上午11時，國家颶風中心表示納丁已减弱為一殘餘低壓。
10月21日，熱帶風暴納丁的殘留雲系進入東北太平洋發展成颶風克里斯蒂 (Kristy)｡

#### 事後調整
國家颶風中心將納丁的中心氣壓上調至1002百帕。

### 颶風奧斯卡（Oscar）
10月9日，一個低壓區在西非近岸生成，美國海軍研究實驗室給予其擾動編號94L。
10月19日上午11時，國家颶風中心直接將其升格為熱帶風暴，並命名為奧斯卡（Oscar）。下午2時，國家颶風中心將其升格為一級颶風。
10月20日上午5時，奧斯卡在大伊納瓜島登陸，登陸時強度為70節（130公里每小時）。下午5時50分，奧斯卡在古巴登陸，登陸時強度為70節（130公里每小時）。下午11時，國家颶風中心將其降格為熱帶風暴。
10月22日下午1時20分，國家颶風中心表示奧斯卡已減弱為一殘餘低壓。

#### 事後調整
國家颶風中心將奧斯卡的中心氣壓下調至984百帕。

### 熱帶風暴帕蒂（Patty）
10月31日，一個低壓區在亞速爾群島西北方生成，美國海軍研究實驗室給予其擾動編號96L。
11月2日上午3時，國家颶風中心直接將其升格為副熱帶風暴，並命名為帕蒂（Patty）。
11月3日下午11時，國家颶風中心表示帕蒂轉化為熱帶風暴。
11月4日上午9時，國家颶風中心表示帕蒂已減弱為一殘餘低壓。

#### 事後調整
國家颶風中心將帕蒂的生成時間推前至11月1日。

### 颶風拉斐爾（Rafael）
11月2日，一個低壓區在巴拿馬以北海域生成，美國海軍研究實驗室給予其擾動編號97L。
11月3日下午4時，國家颶風中心判定其為一潛在熱帶氣旋 ，並給予熱帶氣旋編號18L。
11月4日上午10時，國家颶風中心將其升格為熱帶低氣壓。下午4時，國家颶風中心將其升格為熱帶風暴，並命名為拉斐爾（Rafael）。
11月5日下午7時20分，國家颶風中心將其升格為一級颶風。
11月6日上午7時，國家颶風中心將其升格為二級颶風。下午2時，國家颶風中心將其升格為三級颶風。下午4時15分，國家颶風中心表示拉斐爾在古巴登陸，登陸時強度為115節(185公里每小時)。下午5時，國家颶風中心將其降格為二級颶風。
11月8日凌晨0時，國家颶風中心再次將其升格為三級颶風。上午9時，國家颶風中心再次將其降格為二級颶風。晚上8時，國家颶風中心直接將其降格為熱帶風暴。
11月10日下午2時，國家颶風中心表示拉斐爾已减弱為一殘余低壓。

#### 事後調整
國家颶風中心將拉斐爾的中心氣壓下調至954百帕。

### 熱帶風暴薩拉（Sara）
11月11日，一個低壓區在牙買加附近海域生成，美國海軍研究實驗室給予其擾動編號99L。
11月13日下午4時，國家颶風中心判定其為一潛在熱帶氣旋 ，並給予熱帶氣旋編號19L。
11月14日上午4時，國家颶風中心將其升格為熱帶低氣壓。下午1時，國家颶風中心將其升格為熱帶風暴，並命名為薩拉（Sara）。下午10時，國家颶風中心表示薩拉的中心移入宏都拉斯境內。
11月17日上午8時，薩拉在伯利兹史坦克瑞克省丹格里加附近登陸，登陸時強度為35節(65公里每小時)。上午11時，國家颶風中心將其降格為熱帶低氣壓。
11月18日上午2時，國家颶風中心表示薩拉已減弱為一殘餘低壓。

## 未被國際命名的熱帶氣旋

### 潛在熱帶氣旋08L
9月15日下午5時，國家颶風中心判定一個位於南卡羅萊納州以東海岸的低壓區為一潛在熱帶氣旋 ，並給予熱帶氣旋編號08L。
9月16日下午5時，國家颶風中心對其發出最後一報。

## 風暴名稱
下面的名字將被用於2024年在北大西洋形成而又被命名的風暴。如果有退役名稱的話，將由世界氣象組織在2025年春天宣布。在這個名單中未退役的名字將在2030年的風季中再次使用。這是與2018年風季使用的名單大致相同。本年未用名稱以灰色表示，黑體字表示今年已經使用過，粗體名稱表示該風暴活躍中，橙色表示下一個即將使用的熱帶氣旋名稱。
在本風季中，法蘭辛（Francine）和米爾頓（Milton）為第一次使用，分別取代2018年大西洋颶風季中被除名的佛羅倫斯（Florence）和邁克爾（Michael）。
2025年4月2日，世界氣象組織颶風委員會決定將貝里爾（Beryl）、海倫妮（Helene）及米爾頓（Milton）除名，分別在2030年大西洋颶風季中以布麗安娜（Brianna）、霍莉（Holly）和米格爾（Miguel）取代。
| - Alberto - Beryl - Chris - Debby - Ernesto - Francine - Gordon | - Helene - Isaac - Joyce - Kirk - Leslie - Milton - Nadine | - Oscar - Patty - Rafael - Sara - Tony（未用） - Valerie（未用） - William（未用） |

## 颶風季影響
以下圖表顯示了2024年大西洋颶風季的所有熱帶氣旋以及它們的登陸資料（如有）。所有破壞及死亡數字都包括風暴在擾動及溫帶氣旋階段時的資料。ACE的計算公式：{\displaystyle \sum _{}^{}{\frac {{v_{\mathrm {max} }}^{2}}{10^{4}}}}，單位為{\displaystyle 10^{4}kt^{2}}，前提條件是該系統必須具有純熱帶性質且風速大於等於35節。
| 萨菲尔-辛普森飓风风力等级 |    |    |    |    |    |    |
| TD                        | TS | C1 | C2 | C3 | C4 | C5 |

| 风暴名称     | 持续日期           | 风暴最高强度 | 1分钟最大持续风速 英里/小时 （公里/小时） | 最低气压 （毫巴） | 影响地区 | 损失 （美元） | 死亡人数 | 參考資料 |
| ------------ | ------------------ | ------------ | ----------------------------------------- | ----------------- | --- | ------------- | -------- | -------- |
| 阿爾貝托     | 6月19日－6月20日   | 热带风暴     | 50 (85)                                   | 992               | 尤卡坦半島、墨西哥東北部 、得克薩斯州、路易斯安納州 | 2.65億        | 5        |          |
| 貝里爾       | 6月28日－7月9日    | 五级飓风     | 165 (270)                                 | 932               | 巴巴多斯、向風群島、千里達及托巴哥、委內瑞拉、波多黎各、伊斯帕尼奧拉島、牙買加、開曼群島、尤卡坦半島、美國中南部(主要影響德克薩斯州和路易斯安娜州)、加拿大東部 | 90.5億        | 73       |          |
| 克里斯       | 6月30日－7月1日    | 热带风暴     | 45 (75)                                   | 1005              | 尤卡坦半島、墨西哥東部 | >5130萬       | 6        |          |
| 黛比         | 8月2日－8月8日     | 一级飓风     | 80 (130)                                  | 979               | 大安的列斯群島、廬卡雅群島、美國東部、加拿大東部、英國、法羅群島                                                                                               | 45億          | 18       |          |
| 埃內斯托     | 8月12日－8月20日   | 二级飓风     | 100 (155)                                 | 967               | 背風群島、波多黎各、百慕達 | 5.2億         | 3        |          |
| 法蘭辛       | 9月9日－9月12日    | 二级飓风     | 100 (155)                                 | 972               | 墨西哥東部、美國墨西哥灣沿岸地區 | 13億          | 無       |          |
| 戈登         | 9月11日－9月17日   | 热带风暴     | 45 (75)                                   | 1004              | 無 | 無            | 無       |          |
| 海倫妮       | 9月24日－9月27日   | 四级飓风     | 140 (220)                                 | 939               | 開曼群島、古巴、尤卡坦半島、洪都拉斯、尼加拉瓜、美國東南部 | 787億         | 251      |          |
| 艾薩克       | 9月25日－9月30日   | 二级飓风     | 105 (165)                                 | 963               | 無 | 無            | 無       |          |
| 喬伊斯       | 9月27日－9月30日   | 热带风暴     | 50 (85)                                   | 1001              | 無 | 無            | 無       |          |
| 柯克         | 9月29日－10月7日   | 四级飓风     | 150 (240)                                 | 928               | 美國東岸、法國、西班牙、葡萄牙、盧森堡、比利時、德國、瑞士、瑞典、挪威                                                                                         | 1.1億         | 1        |          |
| 萊斯利       | 10月2日－10月12日  | 二级飓风     | 105 (165)                                 | 970               | 法國、葡萄牙、西班牙 | 無            | 無       |          |
| 米爾頓       | 10月5日－10月10日  | 五级飓风     | 180 (285)                                 | 895               | 墨西哥、尤卡坦半島、美國東南部、巴拿馬、大安的列斯群島、廬卡雅群島、百慕達                                                                                     | 343億         | 42       |          |
| 納丁         | 10月19日－10月20日 | 热带风暴     | 60 (95)                                   | 1002              | 伯利茲、危地馬拉、墨西哥（尤卡坦半島、恰帕斯州） | >1.03億       | 13       |          |
| 奥斯卡       | 10月19日－10月22日 | 一级飓风     | 85 (140)                                  | 984               | 特克斯和凱科斯群島、巴哈馬東南部、古巴 | 5000萬        | 8        |          |
| 帕蒂         | 11月1日－11月4日   | 热带风暴     | 65 (100)                                  | 982               | 亞速爾群島 | 很少          | 無       |          |
| 拉斐爾       | 11月4日－11月10日  | 三级飓风     | 120 (195)                                 | 954               | 牙買加、開曼群島、巴拿馬、哥倫比亞 | >13.5億       | 8        |          |
| 薩拉         | 11月14日－11月18日 | 热带风暴     | 50 (85)                                   | 997               | 宏都拉斯、貝里斯、薩爾瓦多、瓜地馬拉、尼加拉瓜 | 1.39億        | 8        |          |
| 季節總結     |                    |              |                                           |                   | |               |          |          |
| 18個熱帶氣旋 | 6月19日－11月18日  |              | 180 (285)                                 | 897               | | >1304億       | 437      |          |

## 外部連結
- 美國國家颶風中心（页面存档备份，存于）
- 美國海軍實驗室（页面存档备份，存于）
- ACE（页面存档备份，存于）